# Парамагнетизм
Па́рамагнети́зм (рос. парамагнетизм, англ. paramagnetism, нім. Paramagnetismus m) – властивість речовин слабо намагнічуватися в напрямі дії зовнішнього поля (напрямі силових ліній цього поля). Атоми або молекули парамагнетиків мають результуючий магнітний момент, який розглядається як магнітний диполь. При відсутності зовнішнього магнітного поля диполі орієнтуються хаотично і тіло не виявляє ознак намагніченості. При внесенні парамагнетика у магнітне поле магнітні диполі повертаються, орієнтуючись своїм магнітним моментом уздовж зовнішнього поля. Цьому заважає тепловий рух молекул. Кінцевий сумарний магнітний момент одиниці об’єму парамагнетика залежить від величини зовнішнього магнітного поля і від температури. Властивість П. використовується при збагаченні деяких видів корисних копалин.